# Rhodospirillales
Die Rhodospirillales bilden eine Ordnung innerhalb der Alphaproteobacteria. Sie bestehen aus den Familien Rhodospirillaceae, Azospirillaceae und Acetobacteraceae. Ökologie, Morphologie und Stoffwechsel der Bakterien dieser Ordnung sind sehr vielfältig. Hier sind chemotrophe, photoheterotrophe aber auch photoautotrophe und chemolithotrophe Bakterien aufgrund von 16S-rRNA-Analysen zusammengefasst. Viele Rhodospirillales verfügen über eine typische, korkenzieherartig gewundene Zellmorphologie. Sie sind hauptsächlich in Gewässern und Sedimenten verbreitet.

## Rhodospirillaceae
Die Arten dieser zu den Nichtschwefelpurpurbakterien gestellten Familie sind zum größten Teil photoheterotroph, d. h., sie benötigen organische Stoffe als Elektronendonor. Ihre Photosynthese ist anoxygen, sie setzt also keinen Sauerstoff frei. Die Arten leben anaerob oder tolerieren mikroaerobe Bedingungen. Wenn kein Licht vorhanden ist, wachsen die Bakterien chemotroph. Arten, die nicht zur Photosynthese fähig sind, wachsen obligat chemoorganotroph (z. B. Skermanella). Viele Bakterien dieser Familie sind polar begeißelt.
Unter den Rhodospirillaceae findet man einige Arten, die intrazellulär Magnetit-Kristalle bilden und diese in Ketten entlang der Zellachse anordnen. So richtet sich die Bewegung der Zellen entlang des Erdmagnetfeldes aus (Magnetotaxis). Beispiele für magnetotaktische Arten sind Magnetospirillum gryphiswaldense, Magnetospirillum magnetotacticum und Magnetospirillum magneticum. Die Magnetitkristallbildung ist ein komplexer, noch nicht verstandener Vorgang, der genetisch gesteuert wird und als spezielle Form der Biomineralisation derzeit intensiv erforscht wird.
Weitere Gattungen: Phaeospirillum, Rhodospira, Rhodovibrio, Telmatospirillum, Rhodospira und Skermanella.

## Acetobacteraceae
Im Gegensatz zu den Rhodospirillaceae sind in dieser auch als Essigsäurebakterien (englisch: acetic acid bacteria) bezeichneten Familie hauptsächlich aerobe Bakterienarten die keine Photosynthese durchführen zusammengefasst, sie benötigen organische Kohlenstoffquellen zur Ernährung (chemoorganotroph) und oxidieren Ethanol zur Essigsäure. Aufgrund genetischer Untersuchungen unterlag in letzter Zeit die Systematik dieser Familie auf Gattungsebene einiger Veränderungen. So wurden unter anderem viele Arten der Gattung Acetobacter zu der Gattung Gluconacetobacter gestellt.
Weitere Vertreter dieser Familie: Acidicaldus, Acidiphilium, Asaia, Granulibacter, Kozakia, Stella und Teichococcus.